# Горан Брашнич
Горан Брашнич (босн. Goran Brašnić, нар. 26 вересня 1973, Градачац, СФР Югославія) — боснійський футболіст, воротар. Виступав за збірну Боснії і Герцеговини.

## Клубна кар'єра
У 2002 році покинув клуб «Троглав» після того, як той вилетів з боснійської Прем'єр-ліги. Новою командою Брашнича став «Жепче». Пробитися до основного складу зумів тільки на третій сезон, у 2004 році. У 2005 році провів два матчі в Кубку УЄФА проти македонського «Башкімі».
На початку 2006 року перейшов у клуб чемпіонату Хорватії «Інтер». У тому сезоні клуб вилетів у Другу лігу, але вже через рік, ставши її переможцем, повернувся в еліту. Однак Брашнич залишився у Другій лізі, провівши сезон 2007/08 років у «Сегесті». У 2008 році повернувся в «Інтер», зігравши в його складі в 17 матчів Першої ліги.
У 2010 році боснійський ветеран підписав контракт з в'єтнамським клубом «Сонглам Нгеан», де швидко став основним воротарем клубу.

## Кар'єра в збірній
Вперше був викликаний в збірну у вересні 2003 року, в 29 років. Дебютував у національній команді 18 лютого 2004 року, вийшовши на поле на 85-ій хвилині замість Алмира Толі у товариській грі з Македонією. Всього захищав ворота збірної Боснії та Герцеговини в 8 матчах, в тому числі в 2 матчах відбіркового турніру до чемпіонату світу 2010 року (з Туреччиною та Вірменією).

## Досягнення
- Друга ліга чемпіонату Хорватії
  -  Чемпіон (1): 2006/07

- Кубок В'єтнаму
  -  Володар (1): 2010